# Picocassette

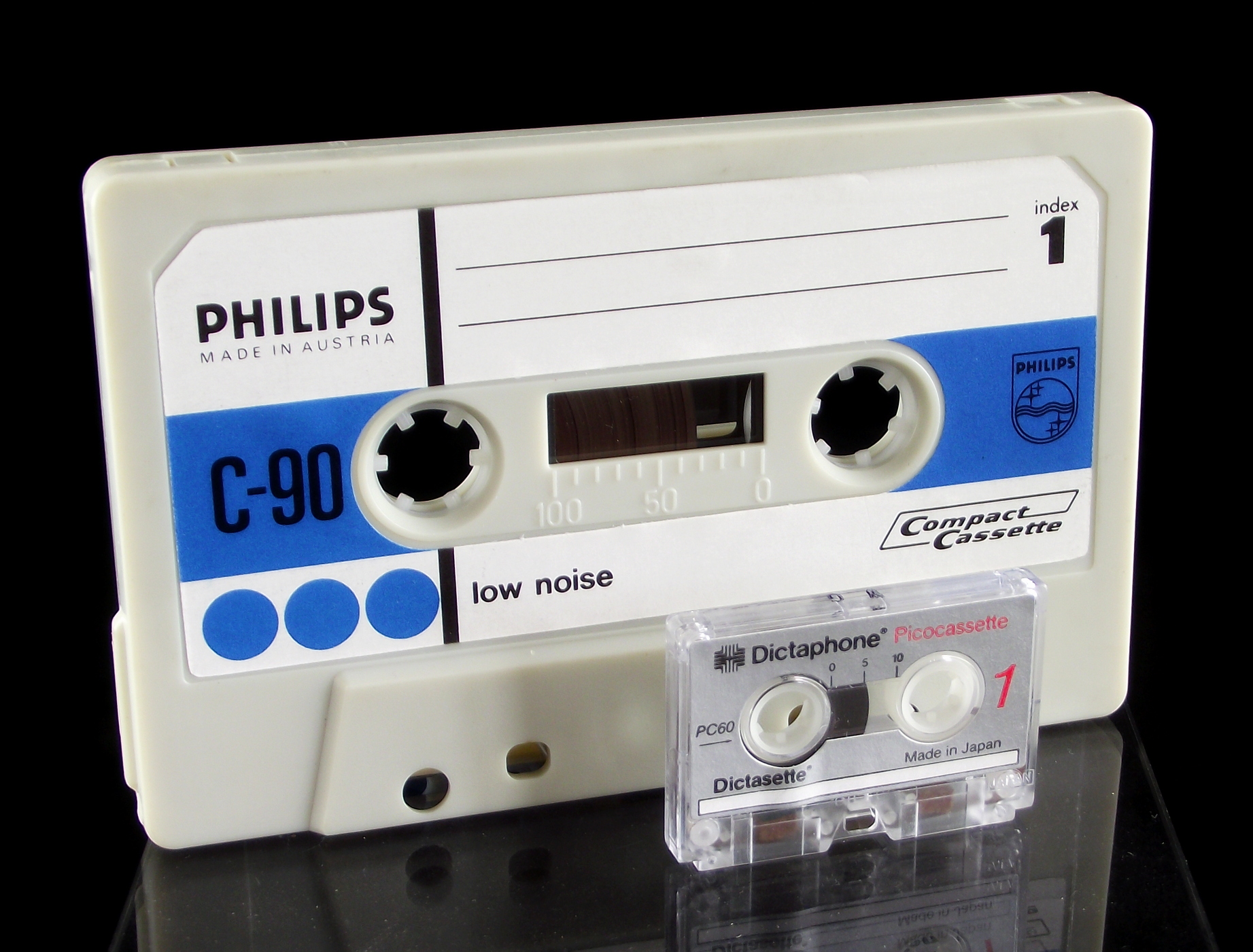
Un esemplare di picocassette di fronte a una normale audiocassetta

Picocassette (noto anche come Dictasette) è un dispositivo a memoria magnetica, che memorizza dati e informazioni in sequenza su nastro magnetico.

## Descrizione
Era costituito da un nastro audio analogico da impiegare per la dettatura; il nastro era circa la metà delle dimensioni di quello impiegato nelle microcassetta ma con una velocità di scorrimento ridotta a 9 millimetri al secondo; ogni cassetta poteva contenere fino a 60 minuti di registrazione. Per usarle si doveva impiegare l'"Exex" o "Dictaphone 4250", un dispositivo molto costoso che venne prodotto solo per pochi anni.

## Storia
Venne ideato e prodotto dalla Dictaphone in collaborazione con JVC nel 1985 e poteva essere utilizzato solo con il lettore prodotto dalla stessa società.
Negli anni 2010 venne ideato e commercializzato un prodotto dal nome simile, "Pico Cassette", impiegato per trasferire file musicali e video game negli smartphone.